# Okresní soud v Berouně
Okresní soud v Berouně je okresní soud se sídlem v Berouně, jehož odvolacím soudem je Krajský soud v Praze. Rozhoduje jako soud prvního stupně ve všech trestních a civilních věcech, ledaže jde o specializovanou agendu (nejzávažnější trestné činy, insolvenční řízení, spory ve věcech obchodních korporací, hospodářské soutěže, duševního vlastnictví apod.), která je svěřena krajskému soudu.
Hlavní soudní budova, bez bezbariérového přístupu, se nachází na Wagnerově náměstí, kde sídlí spolu s Okresním státním zastupitelstvím v Berouně. Zároveň má soud zřízeno detašované pracoviště (pro věci trestní a exekuční) v ulici Politických vězňů.

## Soudní obvod
Obvod Okresního soudu v Berouně se shoduje s okresem Beroun, patří do něj tedy území těchto obcí:
Bavoryně •
Beroun •
Běštín •
Broumy •
Březová •
Bubovice •
Bykoš •
Bzová •
Cerhovice •
Drozdov •
Felbabka •
Hlásná Třebaň •
Hořovice •
Hostomice •
Hředle •
Hudlice •
Hvozdec •
Hýskov •
Chaloupky •
Chlustina •
Chodouň •
Chrustenice •
Chyňava •
Jivina •
Karlštejn •
Komárov •
Koněprusy •
Korno •
Kotopeky •
Králův Dvůr •
Kublov •
Lážovice •
Lhotka •
Libomyšl •
Liteň •
Loděnice •
Lochovice •
Lužce •
Malá Víska •
Málkov •
Měňany •
Mezouň •
Mořina •
Mořinka •
Nenačovice •
Nesvačily •
Neumětely •
Nižbor •
Nový Jáchymov •
Olešná •
Osek •
Osov •
Otmíče •
Otročiněves •
Podbrdy •
Podluhy •
Praskolesy •
Rpety •
Skřipel •
Skuhrov •
Srbsko •
Stašov •
Suchomasty •
Svatá •
Svatý Jan pod Skalou •
Svinaře •
Tetín •
Tlustice •
Tmaň •
Točník •
Trubín •
Trubská •
Újezd •
Velký Chlumec •
Vinařice •
Vižina •
Vráž •
Všeradice •
Vysoký Újezd •
Zadní Třebaň •
Zaječov •
Záluží •
Zdice •
Žebrák •
Železná